# FC 샤흐타르 도네츠크

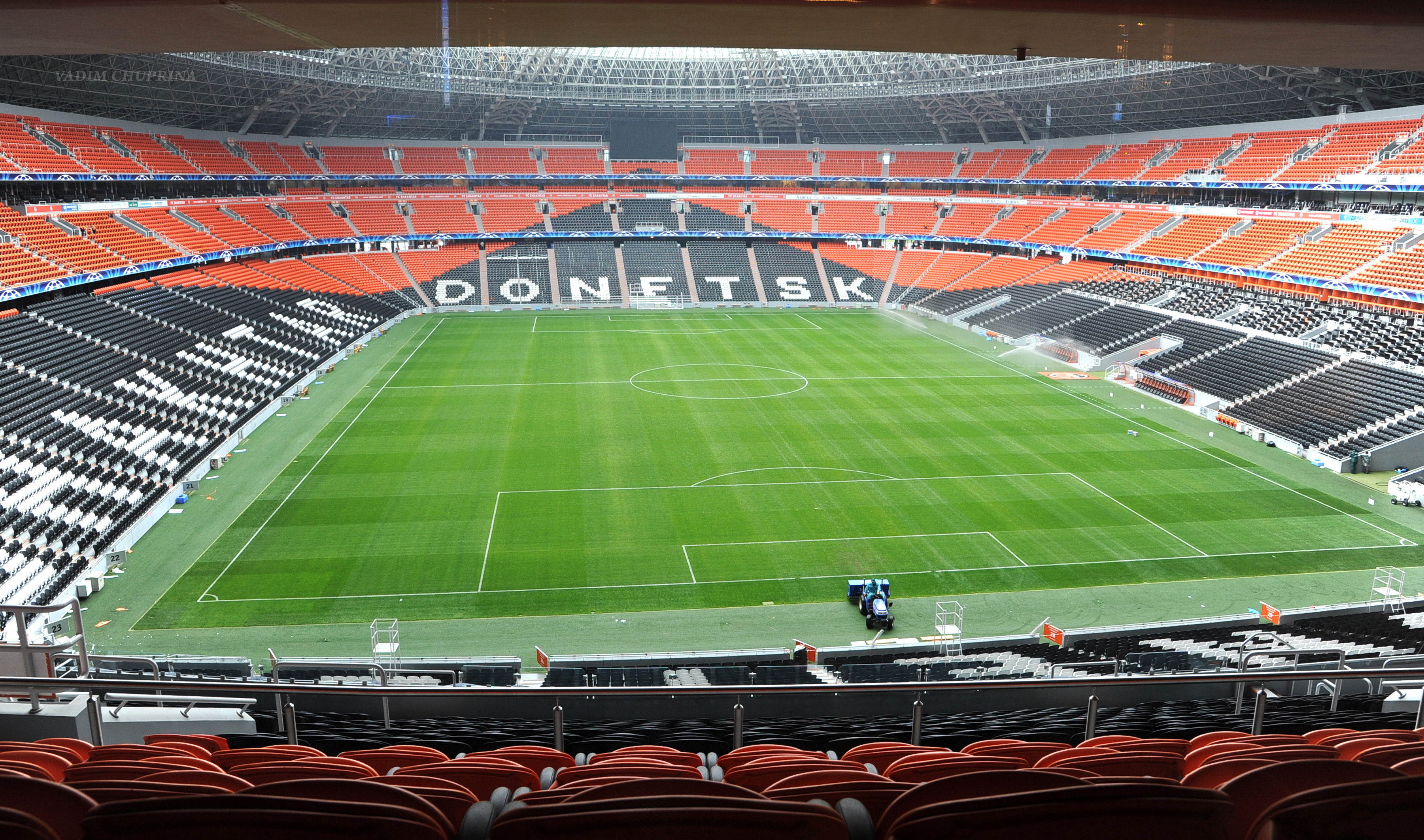

푸트볼니 클루브 샤흐타르 도네츠크(우크라이나어: Футбольний клуб Шахта́р Доне́цьк fʊdˈbolʲnɨj kɫup ʂäxˈtär doˈnɛt͡sʲk[*])는 도네츠크 시를 연고로 하는 우크라이나의 프로 축구 클럽이다. 샤흐타르 도네츠크는 우크라이나에서 두 번째로 큰 규모의 서포터를 보유하고 있다. 이 클럽은 돈바스 지역의 축구 팬들이 지지하는 유일한 클럽이기도 하다.
샤흐타르는 여러 차례 유럽 대항전에 참가하였고, 현재 UEFA 챔피언스리그의 단골 참가팀이다. 이 클럽은 2009년에 유로파리그로 개칭 전의 마지막 UEFA컵을 우승하면서 독립 우크라이나에서는 최초로 유럽대항전을 우승하였다. FC 샤흐타르 도네츠크는 디나모 키이우와 더불어 UEFA 주요 대회에서 우승을 거둔 유이한 우크라이나 클럽들이다.
클럽의 역사는 소련 축구 리그의 시작 당시로 거슬러 올라가며, 우크라이나에서 가장 오래된 클럽들 중 하나이다. 이 클럽은 소비에트 연방 스포츠 자원봉사회를 뜻하는 샤흐툐르(Shakhtyor)의 일원이었으며, 카라간다(카자흐스탄), 살리호르스크(벨라루스) 등등의 다른 소비에트 클럽들과 연계되었다. 소비에트 말기, 샤흐타르는 소비에트 연방 1부 리그의 중하위권 팀으로 취급되었고, 1961년과 1962년에 소비에트 컵을 두 차례 연속으로 우승한 컵 대회 전문 클럽이기도 하였다.
이 팀은 다음 이름을 달고 존속하였었다: 스타하노베츠(Stakhanovets, 1936-1946), 샤흐툐르(Shakhtyor, 1946-1992), 그리고 FC 샤흐타르(1992-)

## 역사
도네츠크에 축구가 전래된 때는 러시아 제국 시대로, 산업화 초기였다. 다수의 외국인들 중 영국인 노동자들의 경우 자신들만의 축구 팀을 창설하였다. 1911년 9월, 존 휴즈 소유의 노보로시이스크 협회의 공장 (현재 도네츠크 강철 공장 - DMZ) 은 유조우카 스포츠 협회를 창설하였으며, 여기에는 축구 부서가 존재하였다. 축구팀은 1919년까지 존속하였다. 1920년대에 들어서, 클럽은 블라디미르 레닌의 클럽으로 재조직되었다. 당시 유명 선수로는 빅토르 시로우스키가 있었으나, 그는 디나모 키이우 소속이었다.
샤흐타르라는 클럽은 1936년 5월에 처음 창설되었으며, 당시 명칭은 스타하노베츠(Stakhanovets) 로, "스타하노베츠 운동 참가자"를 뜻하며, 도네츠키 유역의 석탄 광부이자 1935년 선전 유명인사였던 알렉세이 스타하노프에서 유래하였다. 1군팀은 2개의 다른 지역 클럽들을 기반으로 하고 있었는데, 이들은 전우크라이나인 스파르타키아다 참가단체인 디나모 호를리우카 (Dynamo Horlivka) 와 스탈리노 (Stalino)였다. 첫 공식 경기 상대는 디나모 오데사로, 1936년 5월 12일에 발리츠키 경기장에서 경기가 진행되었다. 팀은 선제골을 득점하였으나 2-3으로 패하였다. 디나모 카잔과의 첫 공식 경기의 결과는 더 실망스러웠는데, 이 경기에서 1-4로 패하였다. 그러나, 클럽 보드진들의 팀 구축을 위한 선택적인 조치는 클럽이 1930년대 말에 1부 리그에서 성공적인 경쟁을 벌일 수 있도록 하였다. 1941년 중도에 갑작스럽게 중단된 전쟁 중 대회에서 클럽은 소비에트 우승팀 디나모 모스크바를 격파하였고, 10경기 후에는 5위에 랭크되어 있었다. 6월 24일, 대 애국 전쟁 시작 이틀 후에 열린 이 시즌 대회의 마지막 경기에서, 클럽은 트라크토르 스탈린그라드에게 홈에서 패하였다.

## 홈 구장
샤흐타르 도네츠크는 1936년부터 2003년까지 도네츠크에 위치한 샤흐타르 경기장(Shakhtar Stadium)에서 홈 경기를 치렀으며 2004년부터 2009년까지는 RSC 올림피스키 경기장(RSC Olimpiyskiy)에서 홈 경기를 치렀다.
2009년부터는 도네츠크에 있는 돈바스 아레나에서 홈 경기를 치렀지만 2014년부터 2016년까지는 돈바스 전쟁으로 인한 안전 문제로 인해 리비우에 위치한 아레나 리비우에서 홈 경기를 치렀다. 또한 구단 본부는 키이우로 이전했다. 2017년부터는 하르키우에 위치한 메탈리스트 경기장에서 홈 경기를 치르고 있다.

## 수상

### 소비에트 연방 / 우크라이나
- 소비에트 톱 리그 / 우크라이나 프리미어리그
  - 우승 : (8) 2001-02, 2004-05, 2005-06, 2007-08, 2009-10, 2010-11, 2011-12, 2012-13
  - 준우승 : (12)

### 유럽
- UEFA 컵
  - 우승 : (1) 2009

## 선수 명단

### 현재 선수 명단
2023년 12월 4일 기준
참고: FIFA 자격 규정에 따라 소속된 국가대표팀 국기를 표시합니다. 선수는 복수의 FIFA 비회원국 국적을 가지고 있을 수 있습니다.
| 번호 | 포지션 | 국적         | 이름                |
| ---- | ------ | ------------ | ------------------- |
| 1    | GK     | 우크라이나   | 올렉시 셰브첸코     |
| 2    | FW     | 부르키나파소 | 라시나 트라오레     |
| 4    | DF     | 우크라이나   | 세르히 크리우초우   |
| 5    | DF     | 우크라이나   | 발레리 본다르       |
| 6    | MF     | 우크라이나   | 타라스 스테파넨코   |
| 7    | MF     | 우크라이나   | 안드리 토토비츠키   |
| 8    | MF     | 우크라이나   | 헤오르히 수다코우   |
| 9    | MF     | 우크라이나   | 마리안 슈베드       |
| 11   | MF     | 우크라이나   | 올렉산드르 주브코우 |
| 12   | GK     | 우크라이나   | 티무르 푸잔코우     |
| 14   | FW     | 우크라이나   | 다닐로 시칸         |
| 15   | DF     | 우크라이나   | 보흐단 미하일리첸코 |
| 16   | MF     | 우크라이나   | 드미트로 크리스키우 |
| 17   | MF     | 크로아티아   | 네벤 주라세크       |

| 번호 | 포지션 | 국적       | 이름                            |
| ---- | ------ | ---------- | ------------------------------- |
| 19   | FW     | 우크라이나 | 안드리 쿨라코우                 |
| 20   | MF     | 우크라이나 | 드미트로 토팔로우               |
| 21   | MF     | 우크라이나 | 아르템 본다렌코                 |
| 22   | DF     | 우크라이나 | 미콜라 마트비옌코               |
| 23   | DF     |            | 루카스 타일로르 (PAOK에서 임대) |
| 26   | DF     | 우크라이나 | 유힘 코노플랴                   |
| 27   | MF     | 우크라이나 | 올레흐 오체레트코               |
| 28   | DF     | 우크라이나 | 마리안 파리나                   |
| 32   | DF     | 우크라이나 | 에두아르드 코지크               |
| 34   | MF     | 우크라이나 | 이반 페트리아크                 |
| 81   | GK     | 우크라이나 | 아나톨리 트루빈                 |
| 90   | MF     | 우크라이나 | 올렉시 카슈크                   |
| 99   | DF     | 우크라이나 | 빅토르 코르니옌코               |

- 비니시우스 토비아스(2022 ~ )

## 역대 감독
| 감독              | 임기        |
| ----------------- | ----------- |
| 아나톨리 비쇼베츠 | 1998 ~ 1999 |
| 네비오 스칼라     | 2002        |

## 참조
1. ↑  http://www.uefa.com/MultimediaFiles/Download/StatDoc/competitions/UCL/01/67/63/79/1676379_DOWNLOAD.pdf
2. 1 2  Poll: 40% of Ukrainians consider themselves football supporters, most against idea of CIS league, Interfax-Ukraine (2013년 8월 27일)
3. ↑  “Shylovsky's profile”. 2012년 3월 16일에 원본 문서에서 보존된 문서. 2014년 5월 17일에 확인함.
4. ↑  소비에트 연방에서의 제2차 세계 대전 명칭
5. ↑  Club's History 보관됨 2011-09-26 - 웨이백 머신 (영어)